# Daniele Gianotti
Daniele Gianotti (Sant'Ilario d'Enza, 14 settembre 1957) è un vescovo cattolico e teologo italiano, dall'11 gennaio 2017 vescovo di Crema.

## Biografia
Daniele Gianotti nasce a Calerno, frazione del comune di Sant'Ilario d'Enza, provincia di Reggio Emilia e diocesi di Reggio Emilia, il 14 settembre 1957.

### Formazione e ministero sacerdotale
In giovane età entra nel Seminario minore diocesano dove frequenta la Scuola media inferiore e il Liceo classico "Ludovico Ariosto" di Reggio Emilia.
Come seminarista nel 1976 viene inviato a Roma quale alunno dell'Almo Collegio Capranica e frequenta i corsi di filosofico-teologici presso la "Pontificia Università Gregoriana", ottenendo la licenza in Teologia nel 1983 e l'anno successivo il diploma in Teologia e Scienze Patristiche all'Istituto Patristico Augustinianum.
Durante la sua permanenza a Roma sviluppa anche il suo interesse per la musica sacra studiando organo presso il Pontificio istituto di musica sacra.
Il 12 settembre 1981 è ordinato diacono a Canolo frazione del comune di Correggio dal vescovo Gilberto Baroni. Il 19 giugno 1982 viene ordinato presbitero a Calerno e viene incardinato nella diocesi di Reggio Emilia-Guastalla.
Numerosi e differenziati sono gli incarichi pastorali a cui si è dedicato: incarichi nella pastorale giovanile quale assistente ecclesiastico AGESCI per la zona di Reggio Emilia dal 1987 al 1989; incarichi diocesani quale membro del Collegio dei consultori (dal 1993 al 2000), segretario del Consiglio presbiterale diocesano (dal 1990 al 1999), direttore dell'Ufficio liturgico diocesano e animatore della Scuola diocesana di musica per la liturgia (dal 1995 al 2000) e vicario episcopale per la pastorale (dal 2000 al 2005).
Il suo principale ambito di azione è stato tuttavia quello culturale e accademico. Dal 1985 è docente presso vari istituti teologici: lo "Studio teologico interdiocesano" di Reggio Emilia-Guastalla, Modena, Parma e Carpi, l'"Istituto di Scienze Religiose" di Reggio Emilia (del quale è stato segretario prima e prefetto degli studi poi dal 1985 al 1999), gli "Istituti di Scienze Religiose" di Modena e di Bologna. Dal 1988 è canonico della Cattedrale e dal 1994 prefetto degli studi nel Seminario diocesano. Per vent'anni è stato inoltre responsabile della Biblioteca del Seminario diocesano.
Dal 1997 è docente di Teologia Sistematica e di Patrologia allo "Studio teologico accademico bolognese", Sezione seminario regionale; dal 2001 è docente stabile straordinario di Teologia sistematica alla Facoltà Teologica dell'Emilia-Romagna e di questa diventerà vicepreside nel 2014. Nella campo della ricerca sono da segnalare i suoi studi sulla figura, la teologia e la spiritualità di Charles de Foucauld.
Accanto a questi incarichi continua a prestare la sua opera come collaboratore diocesano in alcuni importanti uffici di Curia (delegato vescovile per la formazione permanente del clero giovane; incaricato vescovile per l'amministrazione della cresima, vicario episcopale per la progettazione e la formazione pastorale, vicario episcopale per la cultura). Collabora inoltre con il vescovo nella visita pastorale e come membro della Commissione per l'Ecumenismo e il Dialogo Interreligioso.
È inoltre animatore della pastorale vocazionale, conferenziere e animatore della formazione dei laici nella missione diocesana a Kibungo (Rwanda).
È poi uno degli ideatori del progetto "Hospice" "Madonna dell'oliveto" di Montericco di Albinea, casa ospedaliera che si occupa dell'assistenza dei malati terminali di tumore, a cui è annesso un centro culturale di riflessione sul tema della morte in prospettiva cristiana.
Negli ultimi anni del suo ministero pastorale è parroco dell'unità pastorale di Bagnolo in Piano, che comprende quattro parrocchie, alla periferia di Reggio Emilia.

### Ministero episcopale
L'11 gennaio 2017 papa Francesco lo nomina vescovo di Crema; succede a Oscar Cantoni, precedentemente nominato vescovo di Como.
Riceve l'ordinazione episcopale domenica 19 marzo 2017 nel Duomo di Reggio Emilia dalle mani del vescovo Massimo Camisasca, vescovo di Reggio Emilia-Guastalla, co-consacranti i vescovi Luciano Monari, vescovo di Brescia, e Oscar Cantoni (poi cardinale), vescovo di Como e suo predecessore a Crema. Prende possesso canonico della diocesi domenica 2 aprile 2017.
Il 21 settembre 2017, nel corso della sessione di lavoro della Conferenza episcopale lombarda svoltasi presso il Santuario di Caravaggio, gli viene affidata la delega per l'ambito pastorale della catechesi. Riceve in seguito anche la delega per l’ambito pastorale della liturgia.
Il 26 settembre 2019 è nominato presidente del Comitato per gli studi superiori di teologia e di scienze religiose. L’incarico è stato rinnovato il 22 marzo 2023 per il quinquennio 2023-2028.

## Genealogia episcopale
La genealogia episcopale è:
- Cardinale Scipione Rebiba
- Cardinale Giulio Antonio Santori
- Cardinale Girolamo Bernerio, O.P.
- Arcivescovo Galeazzo Sanvitale
- Cardinale Ludovico Ludovisi
- Cardinale Luigi Caetani
- Cardinale Ulderico Carpegna
- Cardinale Paluzzo Paluzzi Altieri degli Albertoni
- Papa Benedetto XIII
- Papa Benedetto XIV
- Papa Clemente XIII
- Cardinale Marcantonio Colonna
- Cardinale Giacinto Sigismondo Gerdil, B.
- Cardinale Giulio Maria della Somaglia
- Cardinale Carlo Odescalchi, S.I.
- Cardinale Costantino Patrizi Naro
- Cardinale Lucido Maria Parocchi
- Papa Pio X
- Papa Benedetto XV
- Papa Pio XII
- Cardinale Eugène Tisserant
- Papa Paolo VI
- Cardinale Giovanni Colombo
- Cardinale Giacomo Biffi
- Cardinale Carlo Caffarra
- Vescovo Massimo Camisasca, F.S.C.B.
- Vescovo Daniele Gianotti

## Opere
- Tenendo lo sguardo fisso su Gesù. Meditazioni cristologiche, Reggio Emilia, Edizioni San Lorenzo, 1987, ISBN 978-88-8071-069-1.
- I Padri della Chiesa al Concilio Vaticano II: la teologia patristica nella Lumen Gentium, Bologna, Edizioni Dehoniane Bologna, 2010, ISBN 978-88-10-45006-2.
- Quando dico credo. Piccola guida al simbolo degli apostoli, Bologna, Edizioni Dehoniane Bologna, 2014, ISBN 978-88-10-71212-2.
- Cristologia, Edizioni Dehoniane Bologna, 2020, ISBN 978-88-10-43230-3.